# Пор-ан-Бессен-Юппен
Пор-ан-Бессе́н-Юппе́н (фр. Port-en-Bessin-Huppain) — коммуна во Франции, находится в регионе Нижняя Нормандия. Департамент коммуны — Кальвадос. Входит в состав кантона Ри. Округ коммуны — Байё.
Код INSEE коммуны — 14515.

## Население
Население коммуны на 2010 год составляло 2116 человек.
| 1962 | 1968 | 1975 | 1982 | 1990 | 1999 | 2010 |
| ---- | ---- | ---- | ---- | ---- | ---- | ---- |
| 1737 | 1891 | 2388 | 2332 | 2308 | 2139 | 2116 |

## Экономика
В 2010 году среди 1290 человек трудоспособного возраста (15—64 лет) 900 были экономически активными, 390 — неактивными (показатель активности — 69,8 %, в 1999 году было 62,2 %). Из 900 активных жителей работали 791 человек (419 мужчин и 372 женщины), безработных было 109 (46 мужчин и 63 женщины). Среди 390 неактивных 73 человека были учениками или студентами, 172 — пенсионерами, 145 были неактивными по другим причинам.